# Baía de Gdańsk

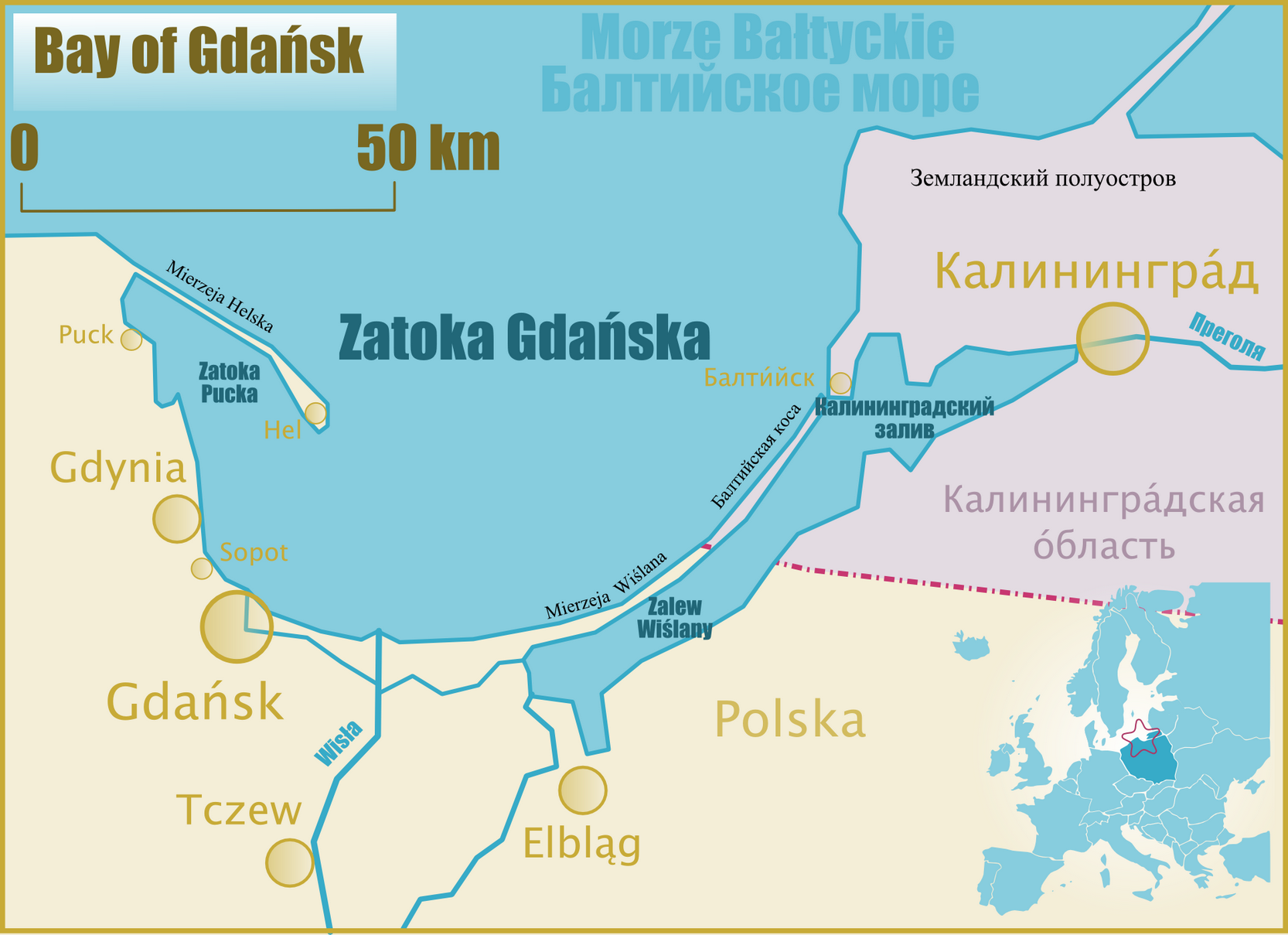
Baía de Gdańsk

A baía de Gdańsk, golfo de Gdańsk ou baía de Danzig ou, na sua forma portuguesa de Danzigue (em polonês/polaco:  Zatoka Gdańska; em cassúbio:  Gduńskô Hôwinga; em russo:  Гданьская бухта, Gdan'skaja bukhta, e em alemão:  Danziger Bucht) é uma baía no sul do mar Báltico. Recebe o nome da cidade adjacente de Gdańsk na Polónia.

## História

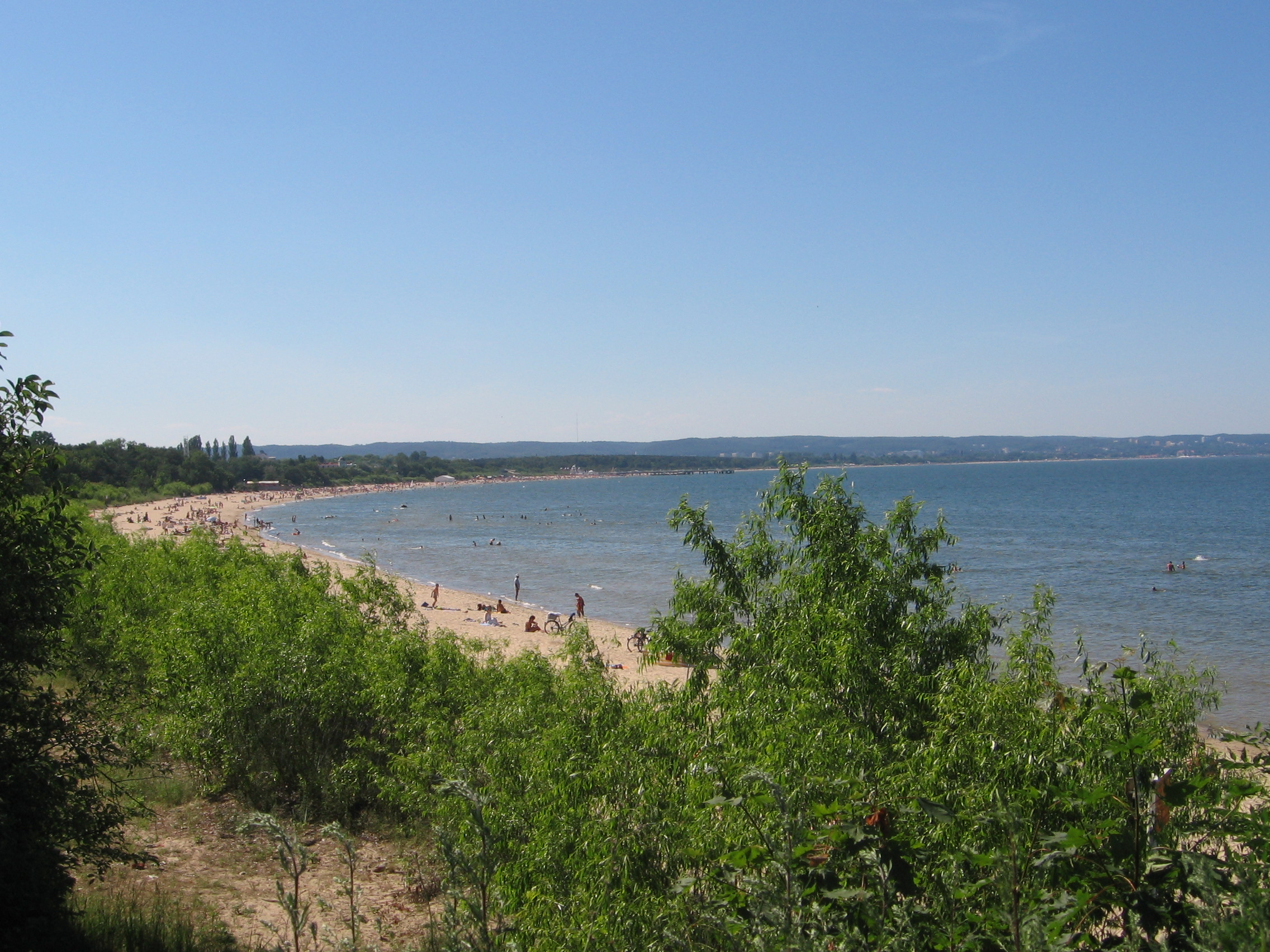
A baía de Gdańsk Bay tem praias muito conhecidas.